# Сентябрёв, Николай Иванович
Никола́й Ива́нович Сентябрёв (28 ноября (11 декабря) 1909, Иваново-Вознесенск, Российская империя — 30 января 1976, Казань, Татарская АССР, СССР) — советский футболист. Мастер спорта СССР, Заслуженный тренер РСФСР.

## Биография
Родился 28 ноября (11 декабря по новому стилю) 1909 года в семье рабочих-текстильщиков. Футболом начал заниматься в юности. В 1924 году выступал за команду фабрики им. Балашова, на позиции защитника.
С 1926 года выступал за ивановскую команду «Ленинцы», в составе которой принимал участие в матчах против сборной рабочих клубов Англии. Позже Николай Иванович вспоминал эти матчи:

«Время близится к шести. Перрон оживает. Прибывают комсомольцы, физкультурники, представители губкома партии, профсоюзы. Все встречают гостей. Раздавался свисток приближающегося поезда. Оркестр заиграл марш. Из вагона выходят Тапсель, Мартин, Бонд и другие известные игроки. Под звуки „Интернационала“ они проходят через живой коридор. Им дарят много цветов».— Николай Сентябрёв
В обоих матчах «Ленинцы» одержали победу над англичанами — 2:1 и 2:0. В 1926 году принимал участие в Всесоюзной Спартакиаде.
В 1932 году принимал участие в чемпионате РСФСР, впервые проводившемся между командами сборных городов, а не различных регионов. В четвертьфинале команда из Иваново уступила Ленинграду.
В 1933 году окончил вечернее отделение машиностроительного техникума. Продолжил выступать за ивановское «Динамо» и сборную города. В 1935 году, в полуфинальной части чемпионата СССР среди команд городов ивановцы уступили Днепропетровску.
В 1937 году был зачислен в ивановскую команду «Спартак», которая дебютировала в первенстве союза по футболу. В 1940 году Сентябрёв в составе клуба, который к тому моменту носил имя «Основа», стал обладателем кубка РСФСР по футболу. Завершил свою карьеру футболист в 1946 году.
Затем перешёл на тренерскую работу. Много лет он возглавлял свою родную команду. Помимо неё Сентябрёв работал с коллективом из города Коврова.

### «Искра» («Рубин»)
Осенью 1959 года возглавил казанскую «Искру» (ныне «Рубин»), которая была создана всего год назад. Занимал должность главного тренера с 1959 по 1971 год. Этот период вошёл в историю клуба как «Эпоха Сентябрёва». В 1965 году команда стала призёром первенства России среди команд мастеров класса «Б» и завоевал путёвку в класс «А»
За время работы в казанской команда были подготовлены многие известные футболисты: Николай Марков, Анатолий Фомин, Виктор Сурков, Ильяс Галимов, Николай Осянин, Виктор Колотов, Вячеслав Булавин и другие. За вклад в развитие клуба Сентябрёв был удостоен звания Заслуженного тренера России.
В 1971 году был уволен с должности главного тренера. По словам игроков «Рубина» того времени, это произошло из-за случая с партийным работников, которому Сентябрёв нагрубил в перерыве одного из матчей.